# Ullrich Libor
Ulrich „Ulli” Libor (ur. 27 marca 1940 w Cosel, ob. Koźle) – niemiecki żeglarz sportowy. Dwukrotny medalista olimpijski.
Reprezentował barwy Republiki Federalnej Niemiec. Brał udział w dwóch igrzyskach olimpijskich (IO 68, IO 72), na obu zdobywał medale w klasie Latający Holender, srebro w 1968 i brąz w 1972. Podczas obu startów partnerował mu Peter Naumann. Zdobyli również srebrny medal mistrzostw Europy w 1972.